# Фолон Стејшон (Невада)
Фолон Стејшон (енгл. Fallon Station) насељено је место без административног статуса у америчкој савезној држави Невада.

## Демографија
По попису из 2010. године број становника је 705, што је 560 (-44,3%) становника мање него 2000. године.
| Група             | 2000.       | 2010.       |
| Белци             | 829 (65,5%) | 428 (60,7%) |
| Афроамериканци    | 110 (8,7%)  | 56 (7,9%)   |
| Азијати           | 109 (8,6%)  | 69 (9,8%)   |
| Хиспаноамериканци | 136 (10,8%) | 97 (13,8%)  |
| Укупно            | 1.265       | 705         |